# Academia de Castell dos Rius
La Academia Familiar del Virrey Castell dos Rius estuvo en funciones entre 1709 y 1710. Aficionado el Virrey a las letras, tuvo la idea de reunir en su palacio de Lima una tertulia que se conoce con ese nombre. La primera reunión tuvo lugar el 27 de septiembre de 1709 y la última el 15 de mayo de 1710. Esta última sesión fue consagrada a exaltar la memoria del Virrey y mecenas que murió el 24 de abril de aquel año. Se tocaba música al empezar las reuniones, se representaban comedias y se leían las composiciones de cada uno. El Virrey señalaba el asunto sobre el que había de escribirse, así como el metro y el tiempo. 
Las actas de estas reuniones se conservaron en un manuscrito titulado Flor de Academias que fue publicado por Ricardo Palma en 1899. Algunas, sin embargo, habían aparecido en el Diario Erudito de fines del siglo XVIII. «El mal gusto de la época rebosaba en esta abundante colección de versos artificiales y conceptuosos» dice Cueto en su Historia crítica de la poesía castellana en el siglo XVIII (1893).
Fueron sus integrantes:
- Lic. Miguel Sáenz Cascante, presbítero
- Fr. Agustín Sanz, de la Orden de los Mínimos, calificador del Santo Oficio y confesor del Virrey
- Juan Eustaquio Vicentelo y Toledo, marqués de Brenes
- Dr. Pedro José Bermúdez de la Torre y Solier
- Juan Manuel de Rojas y Solórzano, secretario del Virrey
- Matías Ángeles de Meca, gentilhombre de cámara del Virrey
- Pedro de Peralta y Barnuevo, Rector de la Universidad de San Marcos de Lima y Miembro de l´Académie des Sciences de París
- Luis Antonio de Oviedo y Herrera, conde de la Granja
- Jerónimo Monforte y Vera
- Antonio de Zamudio y de las Infantas, marqués de Villar del Tajo